# Sednayagevangenis

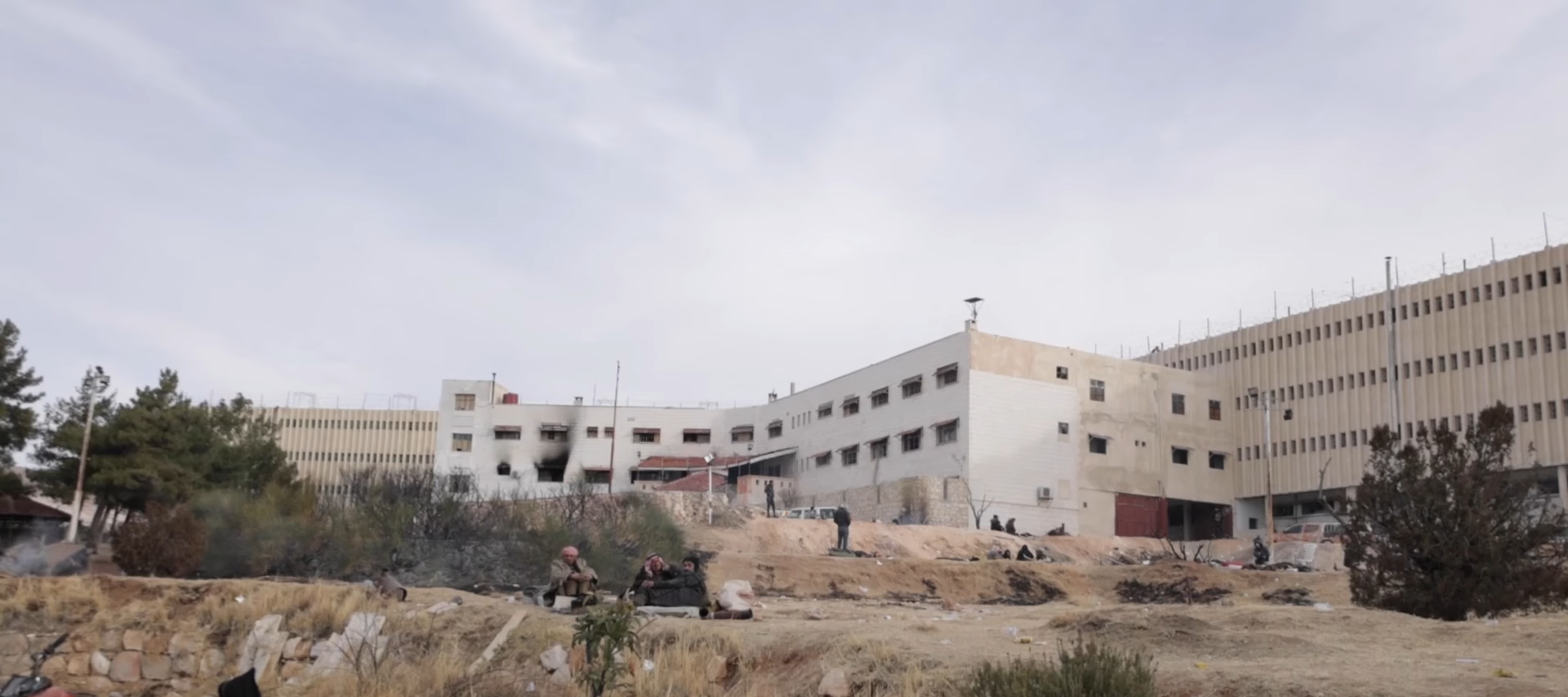
De Sednayagevangenis na de val van het Assad-regime

De Sednayagevangenis (Arabisch: سجن صيدنايا, Sajn Ṣaydnāyā) was een militaire gevangenis in de Syrische plaats Sednaya, 30 kilometer ten noorden van Damascus.

## Het complex
Het gevangeniscomplex in Sednaya werd gebouwd tijdens het bewind van Hafiz al-Assad en bestaat uit twee gebouwen waarin in totaal tussen de 10.000 en 20.000 mannen waren opgesloten. In het rode stervormige gebouw werden vooral burgers vastgehouden. Het witte L-vormige gebouw werd voornamelijk gebruikt voor militairen die uit de gratie waren geraakt bij het Syrische regime. In het L-vormige gebouw bevindt zich ook de voormalige executiekamer.

## Syrische Burgeroorlog
Tijdens de Syrische Burgeroorlog werd de Sednayagevangenis gebruikt om tegenstanders van het regime van Bashar al-Assad op te sluiten, te martelen en te doden door ophanging. Amnesty International meldde in februari 2017 dat gemiddeld twintig tot vijftig mensen per week in de Sednayagevangenis werden opgehangen. Tussen 5000 en 13.000 mensen werden er geëxecuteerd in de eerste vier jaar na de opstand die tot de burgeroorlog leidde.
In mei 2017 meldde de Amerikaanse onderminister van Buitenlandse Zaken Stuart Jones dat de Verenigde Staten bewijs hadden dat het Assad-regime een crematorium bij de Sednayagevangenis had gebouwd. Het crematorium zou worden gebruikt om de lichamen van gedetineerden zonder bewijsmateriaal te laten verdwijnen. De Amerikaanse claim was gebaseerd op satellietbeelden waarop te zien is dat een gevangenisgebouw vanaf 2013 is voorzien van een luchtschacht en een brandmuur. Bovendien bleek in 2015 sneeuw weg te smelten op een deel van het dak van dit gebouw, terwijl het bleef liggen op het dak van andere delen van het gevangeniscomplex. Amnesty International twijfelde aan de juistheid van de Amerikaanse bewering. Geen van de tientallen ex-gedetineerden en gevangenismedewerkers die door Amnesty zijn geïnterviewd, hebben ooit melding gemaakt van een crematorium in Sednaya. Amnesty gaat ervan uit dat de lichamen van gestorven gevangenen in massagraven werden gedumpt.

## Val van Assad-regime
Na de val van het regime van dictator Bashar al-Assad als gevolg van het offensief van rebellengroep Hayat Tahrir al-Sham werd het complex geopend en werden honderden gevangenen bevrijd. Veel cellen waren echter onvindbaar en van veel deuren was niet bekend hoe ze geopend konden worden.
Tevens werd in kaart gebracht onder welke omstandigheden de gevangenen moesten leven en welk regime er had geheerst.
Veel Syriërs gingen op zoek naar hun familieleden waarvan ze wisten of vermoedden dat deze opgesloten hadden gezeten in het complex. 